# Kaniashir
Kaniashir là một đô thị thuộc tỉnh Aragatsotn, Armenia. Dân số ước tính năm 2011 là 467 người.